# Neoacrenhydrosoma zhangi
Neoacrenhydrosoma zhangi is een eenoogkreeftjessoort uit de familie van de Cletodidae. De wetenschappelijke naam van de soort is voor het eerst geldig gepubliceerd in 2000 door Gee & Mu.